# Сопово
Сопово е село в Западна България. То се намира в община Бобошево, област Кюстендил.

## История
Предполага се, че селото е създадено по време на турско робоство, когато в него се заселват няколко фамилии, бягащи от турците. Според легендата баба Милица от фамилия Митеви е убила със сопа турски бирник, защото задявал дъщеря ѝ Мария, и оттук идва името на Сопово.

## Население
Численост и дял на етническите групи според преброяването на населението през 2011 г.:
|                     | Численост | Дял (в %) |
| Общо                | 47        | 100,00    |
| Българи             | 47        | 100,00    |
| Турци               | 0         | 0,00      |
| Цигани              | 0         | 0,00      |
| Други               | 0         | 0,00      |
| Не се самоопределят | 0         | 0,00      |
| Неотговорили        | 0         | 0,00      |

## Културни и природни забележителности
- Църквата „Света Петка“ е единствената забележителност на село Сопово, не е запазена точната дата на построяването ѝ, но се предполага, че е на повече от 100 години.

## Редовни събития
- Празникът на селото е 14 октомври – Петковден.